# 聯邦鐵路管理局

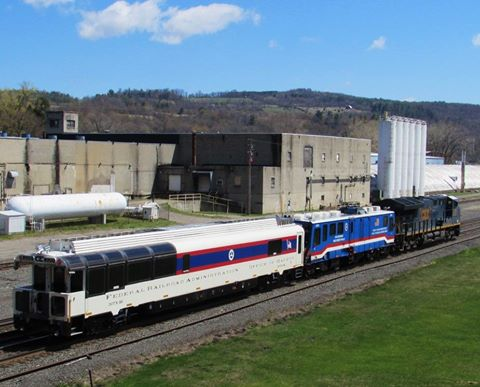
停放在紐約聖約翰斯村的FRA檢查用列車

聯邦鐵路管理局（英語：Federal Railroad Administration，簡稱FRA）是美國運輸部轄下的機構之一，乃依《1966年運輸部法》（英語：Department of Transportation Act of 1966）成立，主要目的為頒布並執行鐵路安全行政法規、管理鐵路援助方案、進行研究和開發以支持改進鐵路安全和國家鐵路運輸政策、重整東北走廊鐵路客運服務，以及凝聚政府對於鐵路運輸活動的支持。
FRA是運輸部十個聯運（各種交通方式混合運作）機構的其中之一。該機構在其局長及副局長辦公室之下設有七個分支單位：財務管理部門、首席法律顧問、公民權利部門、公共事務部門、公眾參與部門、鐵路政策與發展部門、安全部門。

## 安全措施
2015年6月，FRA宣布Google將運用其GIS數據於該公司之地圖服務中；該數據資料可以精確定位美國境內250,000餘處平交道。FRA相信提供該數據可以提升導航系統使用者駛經平交道時之安全性。

## 參看
- 國家運輸安全委員會

## 連結
- 聯邦鐵路管理局 （页面存档备份，存于）在國家檔案和記錄管理局中的紀錄

- 聯邦鐵路管理局 （页面存档备份，存于）在聯邦公報上的頁面